# 博勒加尔莱韦克
博勒加尔莱韦克（法語：Beauregard-l'Évêque）是法国多姆山省的一个市镇，位于该省中部偏东，阿列河右岸，属于克莱蒙费朗区。该市镇总面积12.02平方公里，2009年时的人口为1314人。

## 交通
多姆山省省道D4线、D70线和D2089线在境内交汇。
法国国家A89号高速公路经过境内北部但未设出入口。

## 人口
博勒加尔莱韦克人口变化图示